# Alaryk
Alaryk I (ur. ok. 370, zm. 410) – od 395 król Wizygotów z rodu Baltów. Pierwszy wódz plemion germańskich, który zdobył Rzym.
Alaryk i jego współplemieńcy, którym cesarz Walens zezwolił osiedlić się na terytorium cesarstwa rzymskiego w Mezji, walczyli jako federaci (sprzymierzeńcy) w armii Teodozjusza I w konflikcie z uzurpatorem Eugeniuszem. Po śmierci Teodozjusza zbuntowani Wizygoci zerwali wcześniejsze porozumienie z Rzymem i obrali na swojego króla Alaryka z rodu Baltów. Wiosną 395 wojska wizygockie pod jego wodzą wyruszyły przez Trację i Macedonię na Ateny, które zostały przez nie prawdopodobnie zdobyte i złupione. Następnie Wizygoci pomaszerowali na położoną w południowo-zachodniej Grecji Elidę, gdzie ich obóz został otoczony przez wojska wodza rzymskiego Stylichona. Z niewiadomych przyczyn Stylichon umożliwił Wizygotom odwrót.

## Najazdy na Italię
Cesarz Cesarstwa Wschodniego Arkadiusz próbował przeciągnąć Alaryka na swoją stronę przez mianowanie go najwyższym zwierzchnikiem wojskowym w prowincji Illiricum. W 401 Alaryk przekroczył Alpy i przystąpił do oblężenia Mediolanu, w którym schronił się cesarz Honoriusz. Przybyły z pomocą Stylichon stoczył z Wizygotami bitwę pod Polencją 6 kwietnia 402. Po tym starciu Alaryk zobowiązał się opuścić granice Italii.
Wizygoci ponownie najechali Italię już w następnym roku i jeszcze raz zostali zatrzymani przez Stylichona, tym razem pod Weroną. W wyniku traktatu musieli wystawić zbrojny kontyngent armii pomocniczej, przydzielono im też ziemie nad rzeką Sawą. Alaryk na rozkaz cesarza najechał Ilirię Wschodnią, którą miał zdobyć dla Honoriusza. Illiria nie została zdobyta, lecz Alaryk zażądał od Rzymian wypłacenia ogromnego odszkodowania za poniesione straty, które zostało mu przyznane przez senat. Zamordowanie Stylichona, sojusznika Alaryka, i antygermańskie pogromy w miastach Italii spowodowały ponowny najazd Wizygotów jesienią 408. Alaryk oblegał Rzym i wymusił na władzach miasta ogromną kontrybucję (5 tys. funtów złota i 30 tys. funtów srebra).

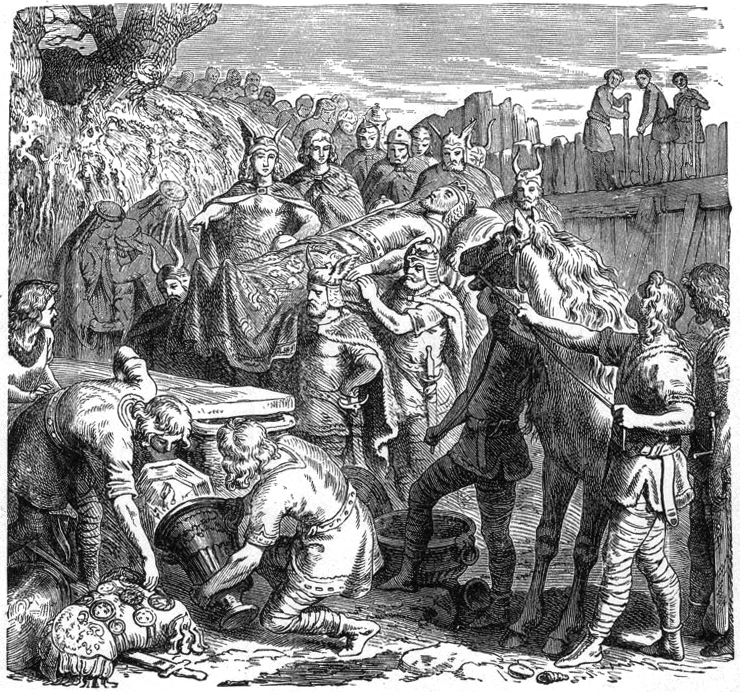
Pogrzeb Alaryka w korycie rzeki Bucentius (litografia, 1895)

24 sierpnia 410 zdrajcy wpuścili żołnierzy Alaryka do miasta przez Bramę Salariańską. Wizygoci zdobyli Rzym i wspólnie z rzymskimi niewolnikami przez trzy dni łupili go, podpalając znaczniejsze budynki, oszczędzając jedynie kościoły – ze względu na fakt, że sami byli arianami. Alaryk na czele Wizygotów udał się następnie na południe Italii z zamiarem zaokrętowania swoich ludzi na statki i przewiezienia ich do Afryki. Trzydniowa burza w Cieśninie Mesyńskiej zniszczyła ich flotę.
Wizygoci udali się z powrotem na północ. Podczas drogi powrotnej pod koniec 410 Alaryk nieoczekiwanie zmarł. Według legendy pochowano go w korycie rzeki Bucentius (w pobliżu miasta Cosenza), a wraz z nim łupy zdobyte w Italii.